# Gukbap
La gukbap (국밥?; lett. "zuppa di riso") è un piatto della cucina coreana preparato aggiungendo il riso bollito (bap) a una zuppa calda (guk), o cuocendo il riso direttamente nella zuppa. Cibo del popolo comunemente servito in una ciotola di terracotta (ttukbaegi), divenne popolare verso la fine della dinastia Joseon con la comparsa delle locande.

## Varianti
- Dwaeji gukbap (돼지국밥): questa versione, derivata dalla seolleongtang preparata dai profughi nel periodo della Guerra di Corea, fa cuocere le ossa del maiale nel brodo e viene accompagnata da maiale bollito a fette.[5][6]
- Sogogi gukbap (소고기국밥): con carne di manzo.[7]
- Someori gukbap (소머리국밥?): il brodo viene preparato facendo bollire a lungo una testa di bue in una pentola di metallo.[8]
- Sundae gukbap (순대국밥): con sundae.[9]Kongnamul gukbap.

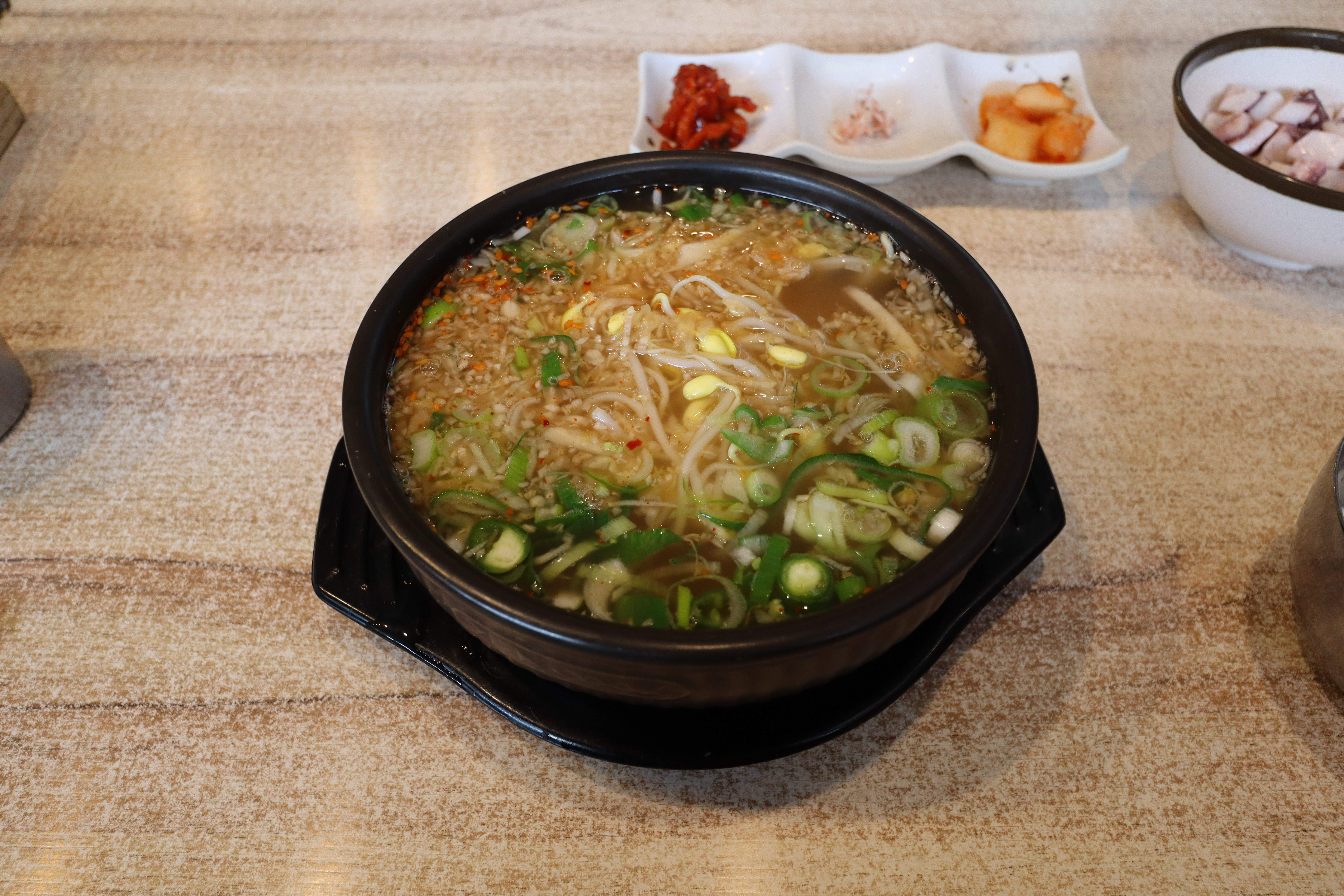
Kongnamul gukbap.

- Kongnamul gukbap (콩나물국밥): con i germogli di soia.[10] È diffusa a Jeonju in quanto la preparazione dei germogli richiede acqua pura, per cui la città è famosa.[11]
- Gul gukbap (굴국밥): con le ostriche.[12]
- Siraegi gukbap (시래기국밥): con siraegi (foglie essiccate di ravanello).[13]
- Ttaro gukbap (따로국밥): riso e zuppa vengono serviti separatamente.[14]

## Storia

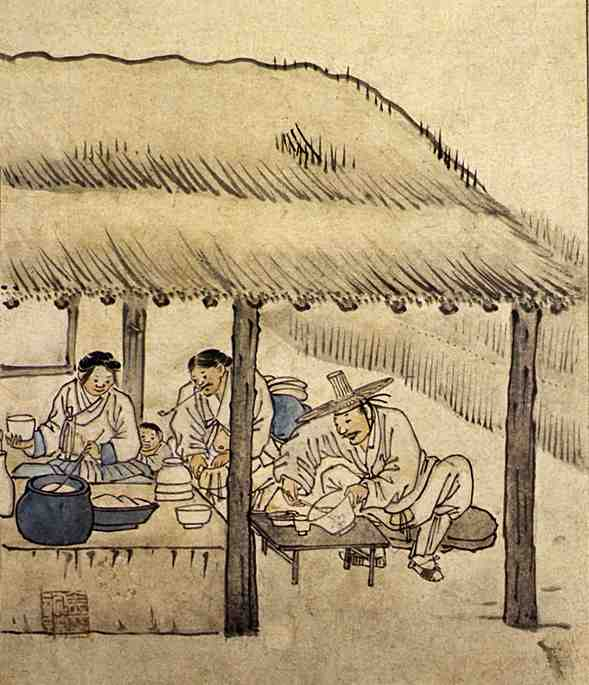
In questa illustrazione di Kim Hong-do (1780 circa), una cameriera serve la gukbap a un cliente intento ad aprire il borsello per pagare.

La gukbap fa la sua prima apparizione nella letteratura storica nel Seungjeongwon ilgi ("Diario del segretariato reale"), in cui si afferma che le donne-medico del palazzo la raccomandarono al re Sukjong (r. 1674-1720) in virtù della sua salubrità. Sotto la dinastia Joseon veniva servita nelle jumak, le taverne in cui i mercanti potevano bere alcolici, e quando le jumak iniziarono ad apparire sempre più frequentemente lungo le strade, alla gukbap fu dato il nome di janggukbap, ovverosia "gukbap venduta nei jangsi (mercati)". La prima ricetta venne registrata nel libro Gyugon yoram del XVIII secolo, secondo il quale si preparava "mettendo della carne grassa stufata nella salsa sopra al riso". La presenza di carne giovò alla popolarità del piatto, in quanto lo rendeva adatto alle frequenti cerimonie di commemorazione dei defunti.
Durante i primi anni della colonizzazione giapponese della Corea, la gukbap veniva mangiata dalle persone di bassa estrazione sociale e si serviva raramente nelle case dei nobili yangban. Dopo la liberazione, iniziarono ad apparire delle varianti regionali. Il brodo, realizzato bollendo le ossa di maiale, può avere un aspetto torbido, traslucido o trasparente: la forma originale di gukbap usa quello traslucido, mentre il Gyeongsang Meridionale ha sviluppato una variante più magra e chiara. Prima degli anni Settanta, siccome la refrigerazione e il riscaldamento degli alimenti non erano accessibili in Corea, il riso cotto veniva messo in anticipo nella ciotola e i ristoranti vi versavano ripetutamente il brodo per riscaldarlo.